# Vườn quốc gia Egmont

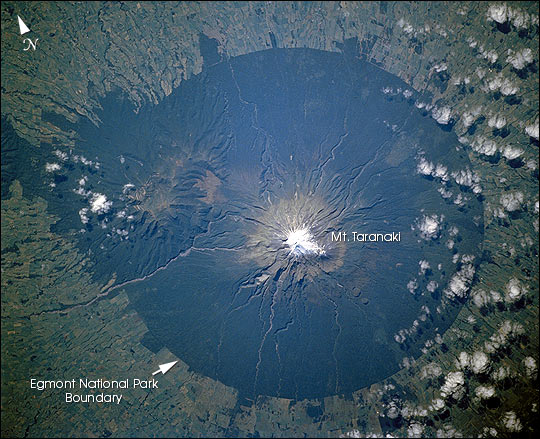
Satellite picture of Mount Taranaki from the NASA-Johnson Space Center showing the nearly-circular Egmont National park surrounding it.

Vườn quốc gia Egmont tọa lạc tại phía nam của New Plymouth, gần bờ biển Tây của Đảo Bắc của New Zealand. Vườn quốc gia này được thành lập năm 1900, phần lớn là núi lửa ngủ yên của Núi Taranaki.
Taranaki là tên Māori đặt cho ngọn núi trong nhiều thế kỷ. Thuyền trưởng Cookk gọi nó là Núi Egmont nhưng ngày nay tên chính thức của nó là núi Taranaki hay núi Egmont.